# Halling (dans)

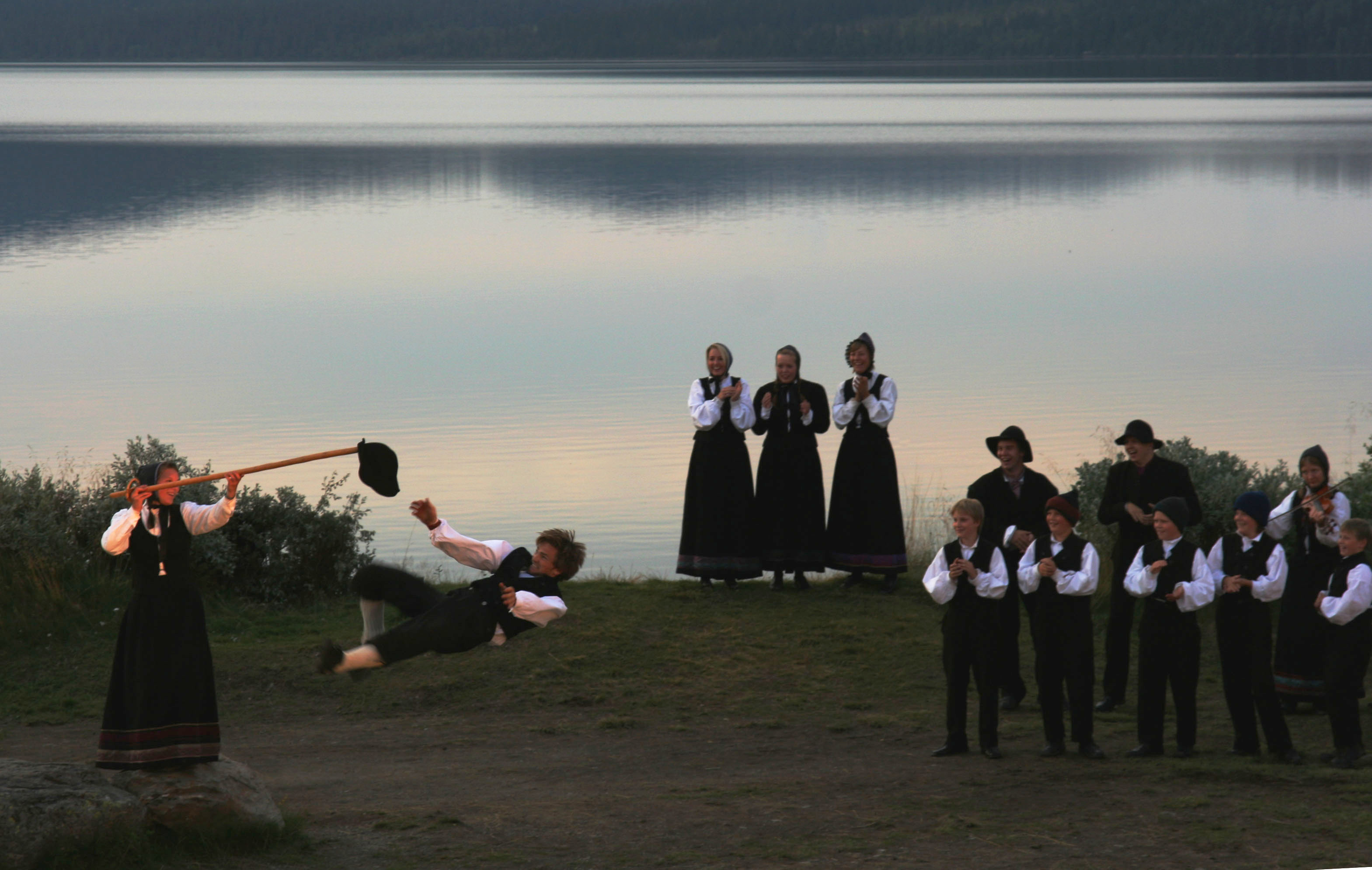
Een scène uit Peer Gynt van Grieg, waar een danser de hoed probeert te raken met een sprong, gedurende het dansen van de Halling.

De halling is een Noorse dans. Deze dans heeft een matig vlot tempo en is in een tweedelige maatsoort geschreven.
Van oorsprong stamt de dans uit Hallingdal, maar de dans verspreidde zich over grote delen van Noorwegen en delen van Zweden. Oorspronkelijk werd de halling begeleid op een Hardangerviool, maar later werden ook andere begeleidingsinstrumenten of complete orkesten ingezet. 
Traditioneel was deze dans een manier voor jonge mannen om indruk te maken, en werd hij gedanst op bruiloften en dergelijke feesten.
Het ritme van de dans is een 2/4 of 6/8 maat. Omdat de dans nogal snel is en een scherpe puls heeft zijn ervaren musici nodig om hem goed uit te voeren. De musicus moet de dansers genoeg energie geven om diverse gedurfde bewegingen en sprongen uit te voeren zoals de “nakkespretten”, “krukinger”, “hodestifter” en in het bijzonder de “kastet” (vert: 'worp'). “Kastet” wordt gezien als proeve van kracht, en deze beweging bevat ook het aftrappen van een hoed van een houten stok die zich ongeveer op een hoogte van 230 tot 280 cm boven de vloer bevindt.
De componist Edvard Grieg schreef diverse hallingen, als onder andere onderdeel van zijn Lyrische Stücke. Ook het derde deel van de Peer Gynt suite is een halling, evenals het hoofdthema van het slotdeel van zijn pianoconcert.